# Cornelis Kussens
Cornelis Ysbrantsz. Kussens, ook bekend onder diverse andere naamsvarianten, (? - 24 mei 1618) was een Noord-Nederlandse  tekenaar en glazenier.

## Biografie
Kussens is werkzaam geweest in Amsterdam en na 1604 in Haarlem. Samen met de Haarlemse schilder Hendrick Goltzius verzorgde Kussens de intrede van de Haarlemse rederijkersvereniging Trou moet Blycken in 1596 op de door Leiden georganiseerde rederijkerswedstrijd. Zij wonnen daarmee de eerste prijs.

## Werken
Kussens maakte in 1597, in opdracht van de stad Amsterdam, een gebrandschilderd glas voor de Goudse Sint-Janskerk. Het glas, ontworpen door Hendrick de Keyser, is een voorstelling van de gelijkenis van "De Farizeeër en de tollenaar". Er is, in tegenstelling tot de oudere glazen in deze kerk, maar weinig kleur gebruikt. Alleen de afgebeelde personen en de guirlandes zijn helder gekleurd, voor het overige is gebruikgemaakt van de techniek van de grauwschildering, waarbij vooral bruine tinten zijn gebruikt. De weergegeven architectuur van de tempel verraadt de hand van De Keyser. Ignatius Walvis toonde zich tevreden over de weergave van de tempel, minder was hij te spreken over de afgebeelde tollenaar die in zijn ogen te sterk draaide "laatende het boven-lijf van vooren, en het onder van achteren zien als een wenteltrap".
Ook het glasraam met de aartshertogen Albrecht en Isabella in aanbidding voor het kruis, naar een ontwerp van Jan Baptist van der Veken, in de Onze-Lieve-Vrouwekathedraal van Antwerpen gemaakt in 1616 wordt aan Kussens toegeschreven.
De Haarlemse prentkunstenaar Gillis van Breen maakte een prent naar een werk van Kussens met een voorstelling van een musicerend paar op een terras, een allegorie op het huwelijk.
- Biografisch Portaal: 54326997
- RKD-Nederlands Instituut voor Kunstgeschiedenis: 46961
- Union List of Artist Names: 500014215
- Virtual International Authority File: 95768103